# Burn in Hell (groupe)
Pour les articles homonymes, voir Burn in Hell.
Burn in Hell est un groupe de musique australien originaire de Melbourne. 
Le style musical mélange le swamp rock, le rock garage et la musique de cabaret et fait penser à la musique de Tom Waits.
Lors des concerts, Dimi Dero utilise des instruments aussi différents qu'une chaîne qui s'abat sur une caisse claire, une perceuse qui s'approche d'une guitare électrique ou encore une scie musicale.

## Discographie
- Spiderfightcatwaterhate, Beast Records
- Dr Awkward, Beast Records
- Monkey Bones, Beast Records

## Membres
- Gary Hallenan : claviers
- Glenn Burns : chant et guitare
- Evan Richards : batterie
- Dimi Dero : chaîne sur caisse claire, scie musicale, perceuse sur guitare électrique.